# Rhynchozoon incrassatum
Rhynchozoon incrassatum är en mossdjursart som först beskrevs av Walter Douglas Hincks 1882.  Rhynchozoon incrassatum ingår i släktet Rhynchozoon och familjen Phidoloporidae.
Artens utbredningsområde är Röda havet. Inga underarter finns listade i Catalogue of Life.